# 신데렐라 (밴드)
신데렐라(Cinderella)는 1983년에 결성된 미국의 글램 메탈 밴드이다.